# Chiesa di Santa Lucia (Montigiano)
La chiesa di Santa Lucia si trova a Montigiano, frazione di Massarosa, provincia di Lucca, in via Vallecava 54.

## Storia e descrizione
La chiesa, posta sulla sommità di un lato colle, è ricordata per la prima volta nel 984, come tributaria delle decime alla vicina pieve di Elici. Nel 1260 è di nuovo ricordata nell'elenco di chiese lucchesi.
Nel 1687 venne eretta a parrocchia e ricostruita. Una nuova, radicale ristrutturazione ebbe luogo nel XIX secolo. Nei primi anni del XX secolo venne decorata da affreschi in stile Liberty.
Il campanile, posto davanti alla facciata, ospita al suo interno due campane di cui la più piccola opera di Luigi Magni e la maggiore fusa da Lorenzo Lera, entrambi fonditori lucchesi.

## Collegamenti esterni

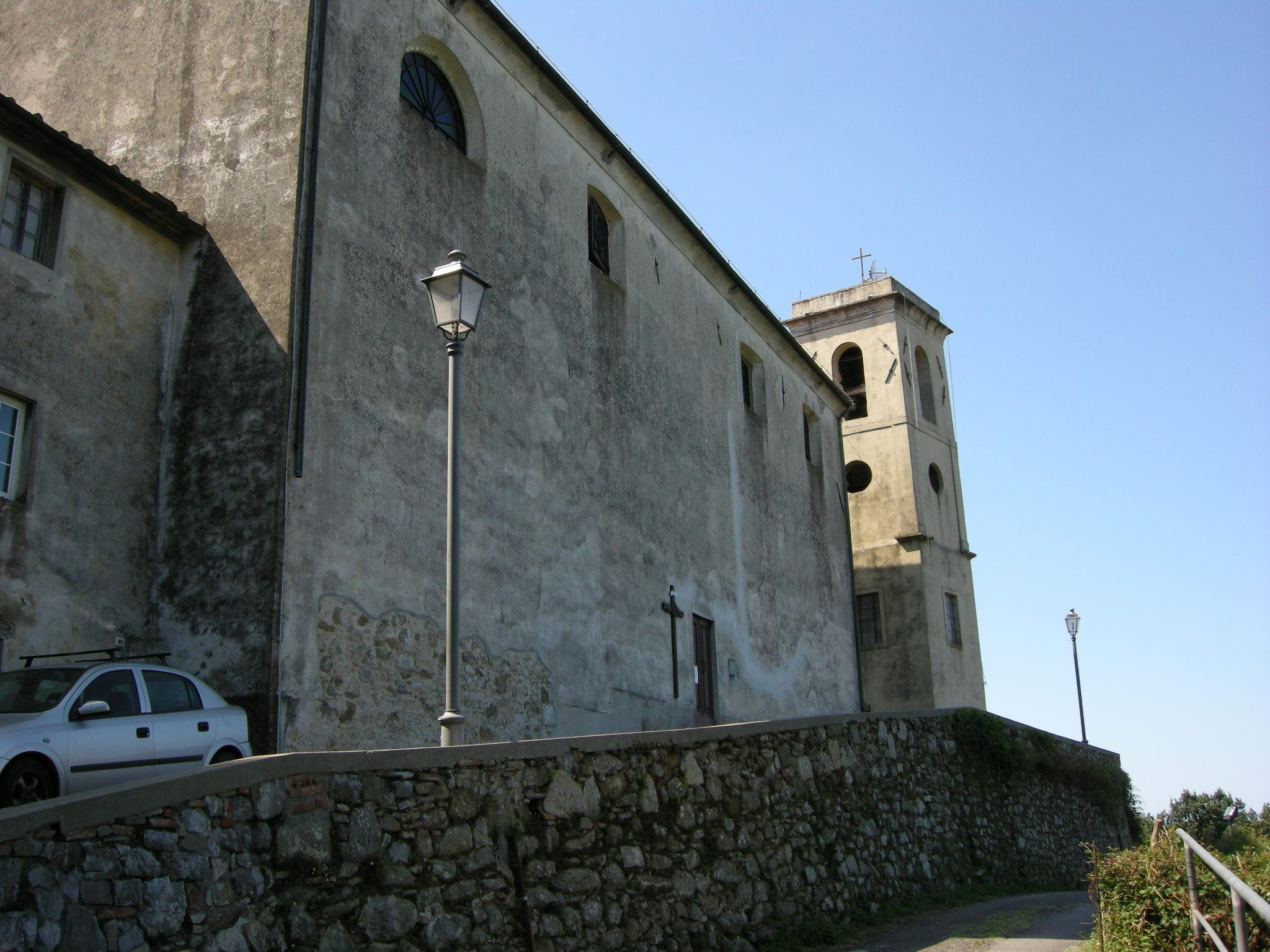
Santa Lucia a Montigiano